# Jagdschloss Grillenburg

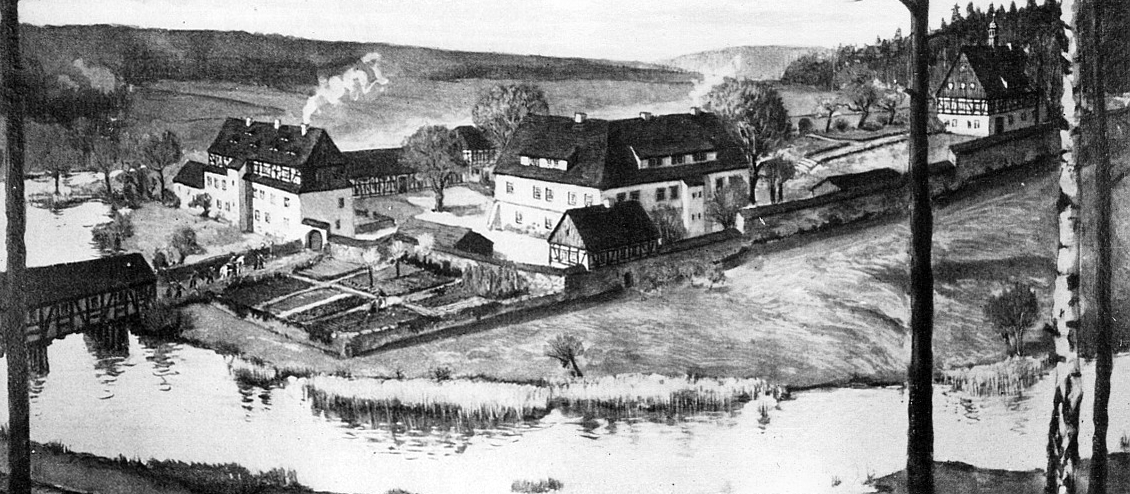
Jagdhausanlage um 1700

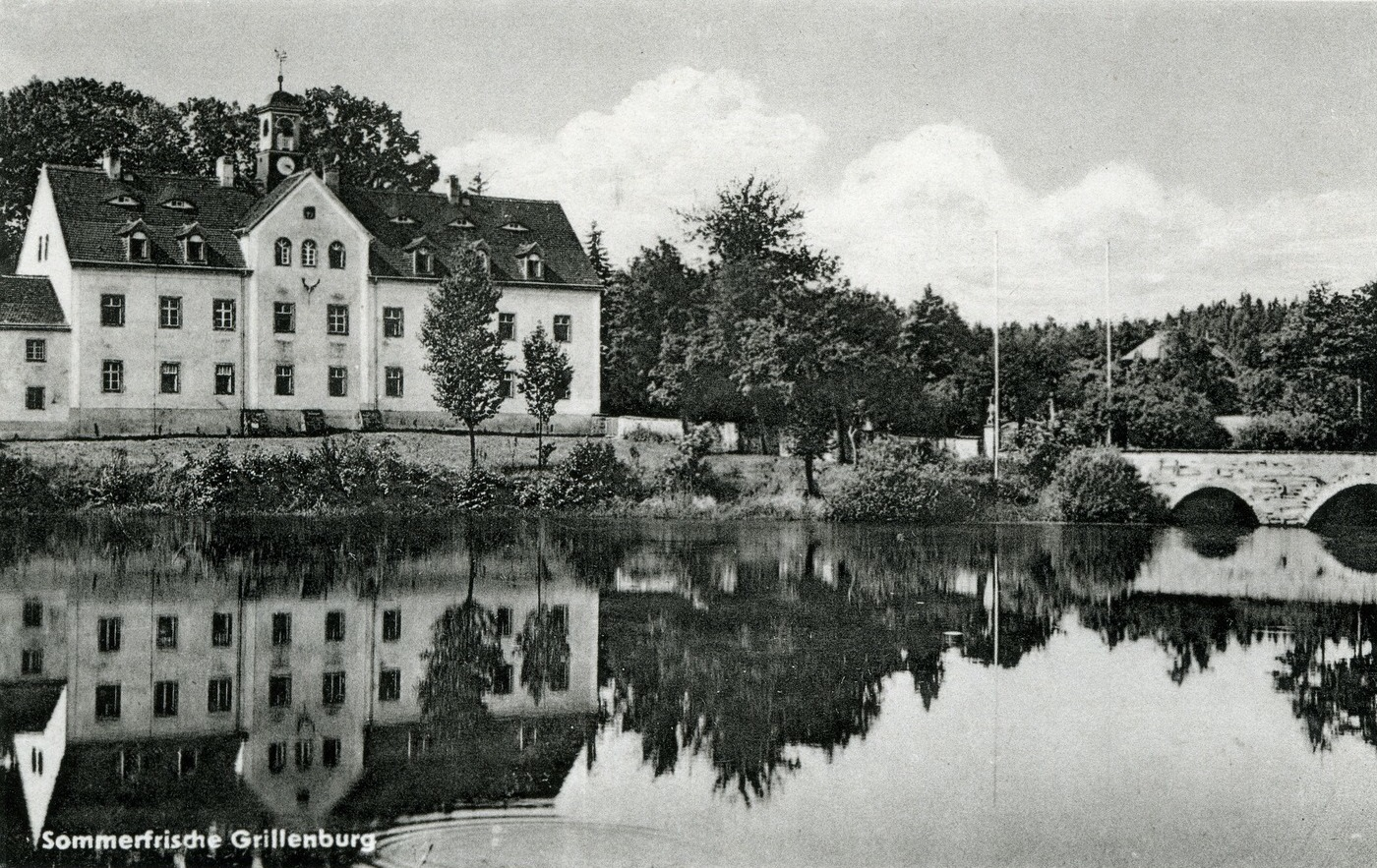
Sächsischer Jägerhof, 1937

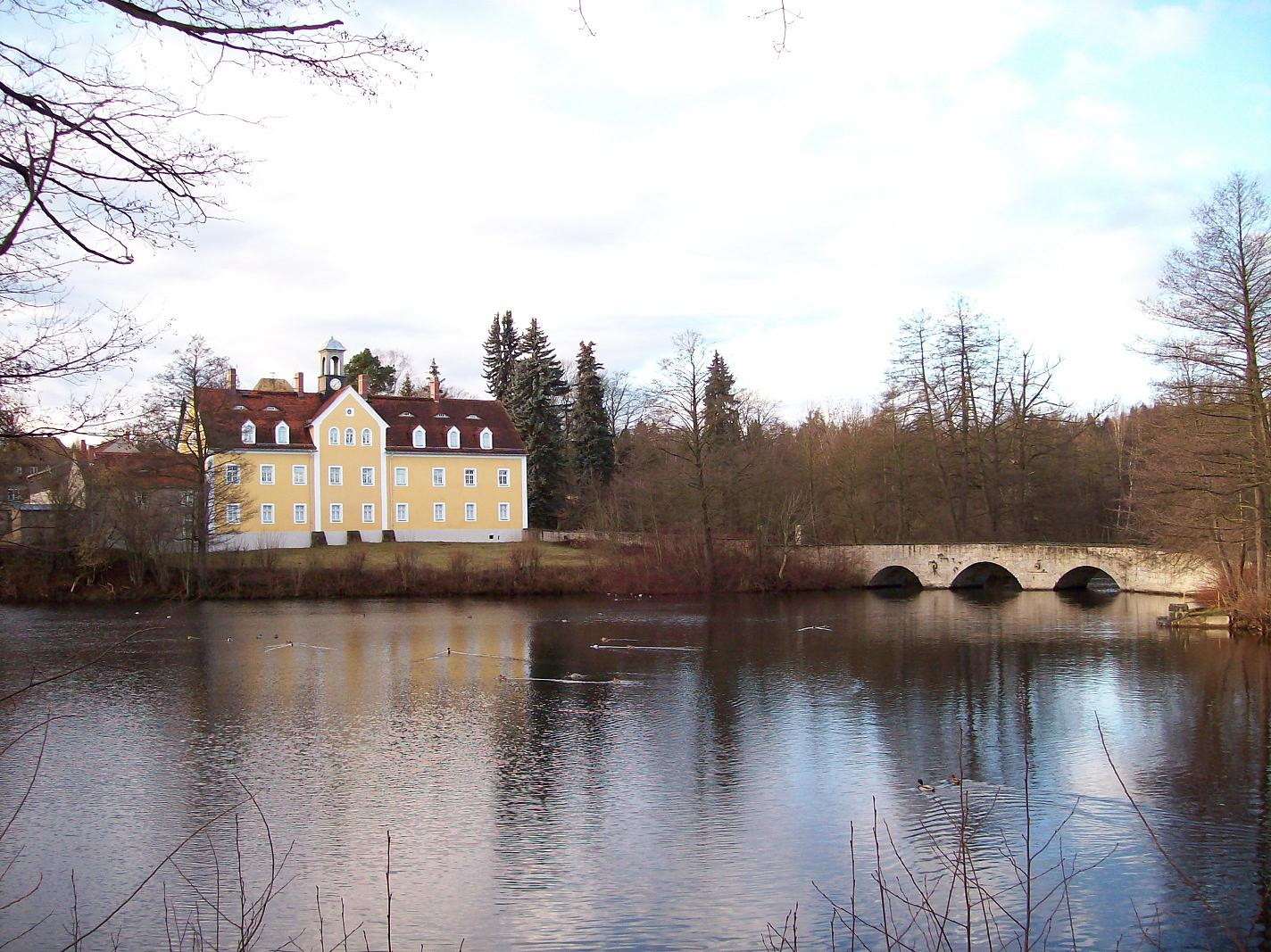
Jagdschloss, 2007

Das Jagdschloss Grillenburg befindet sich im Tharandter Wald. Es liegt im gleichnamigen Ortsteil von Kurort Hartha bei Tharandt im Landkreis Sächsische Schweiz-Osterzgebirge in Sachsen, an der heutigen Ferienstraße Silberstraße zwischen Dresden und Freiberg. Das Landesamt für Denkmalpflege Sachsen verzeichnet das Ensemble innerhalb der umgebenden drei Teiche als Kulturdenkmal einschließlich archäologischem Bodendenkmalschutz. Ein ähnliches Objekt, vom romanischen Ursprung her, stellt das Schloss Osterland bei Oschatz aus derselben Epoche dar.
Das Gesamtareal stand seit der Expo Real 2015 beim Freistaat Sachsen in Kooperation mit der Stadt Tharandt zum Verkauf und soll in den nächsten Jahren zu einem Tagungs- und Konferenzzentrum für die Technische Universität Dresden in Kooperation mit anderen Universitäten und Forschungseinrichtungen, darunter die Technische Universität Bergakademie Freiberg, entwickelt werden. Das Baurecht dafür wurde im Juni 2023 geschaffen und erlangt im Sommer 2024 Rechtskraft. Der Baubeginn war im Herbst 2024 geplant. Zunächst soll die Sicherung der Bestandsgebäude erfolgen. Der Überlassungsvertrag zwischen der Stadt Tharandt und der TU Dresden wurde am 16. August 2024 im Rahmen der öffentlichen Projektvorstellung nach Schaffung des Baurechtes unterzeichnet und die Fertigstellung für 2028 avisiert. Der Baustart erfolgte im März 2025 mit dem Beginn der Sicherungsarbeiten am Neuen Jägerhaus

## Geschichte

### Ursprung
Die Ursprünge der auf der so genannten Grillenburger Lichtung erbauten Jagdhausanlage reichen nachweislich bis in das 13. Jahrhundert zurück. Sie werden nach archäologischen Untersuchungen von 1935–1937 (Walter Bachmann, Hans Nadler) und 1980–1983 (Reinhard Spehr) sowie den noch vorhandenen Kellergewölben als Abtei/Grablege, staufische bzw. markmeißnische Jagdpfalz bzw. Pilgerhospiz am Heiligen Weg bzw. Weg der Jakobspilger gedeutet. Offensichtlich bestand ein enger Zusammenhang mit der benachbarten Burg Tharandt sowie den Meißner Markgrafen Dietrich und Heinrich. Erstmals dürfte die Anlage 1289 als castrum tharant cum foresta... und zusammen mit der Burg Tharandt 1294 als …Tarant, duo castra… urkundlich genannt sein. Eine frühe Siedlung wird auch dadurch belegt, dass u. a. die Goldene Pforte am Freiberger Dom St. Marien 1225 aus Grillenburger Sandstein hergestellt wurde, den man noch bis Anfang des 20. Jahrhunderts abbaute, und die nahe Wüstung Warnsdorf, welche bereits auf das Jahr 1162 (dendro) zurückgeht. Die ursprünglichen Anlagen auf der gesamten Fläche zwischen den Grillenburger Teichen wurden wahrscheinlich 1429/1430 in den Hussitenkriegen bzw. 1447/1450 in den nachfolgenden Sächsischen Bruderkriegen bis auf die Grundmauern zerstört.

### Kurfürstliches Jagdhaus und Amtssitz
Mitte des 16. Jahrhunderts wurde auf Befehl des Kurfürsten August von Sachsen unter anderem unter Leitung von Hans von Dehn-Rothfelser und Hans Irmisch eine kurfürstliche Jagdanlage anstelle eines Netzhauses auf den älteren Grundmauern errichtet, die neben der Jagd vor allem zur Entspannung des Kurfürsten im Sinne von Grillen vertreiben diente. Die unter anderem aus Fürstenhaus, Jägerhaus, Schösserei und dem Gesindewohnhaus „Bärenhaut“ mit Stallungen bestehende Anlage stellte man zwischen 1554 und 1558 bzw. das Jägerhaus 1599 und die Fronfeste 1614 fertig. Dabei wurde auch Baumaterial von der Burg Tharandt verwendet.
Um- und Erweiterungsbauten erfolgten im 17. und 18. Jahrhundert, insbesondere nach einem Brand 1654, unter anderem durch Baumeister Ezechiel Eckhardt.
Von der Anlage blieben infolge von Kriegseinwirkungen, Bränden und Abrissarbeiten nur die Schösserei und die Umfassungsmauer mit dem Colmnitzer Tor erhalten.
Das Jägerhaus wurde 1720 durch eine Feldscheune ersetzt und das Fürstenhaus (bis auf die Keller) und die Fronfeste 1828 (Baumaterial für Gasthof Grillenburg) abgebrochen.
Das Areal war ursprünglich von vier Teichen umgeben, gespeist von der Schwarzen Pfütze sowie (heute über einen Kanal) von der ursprünglichen Triebisch (heute X-Bach), und über drei Tore und eine Holzbrücke erreichbar. 1730 wurde die Holzbrücke durch eine Sandsteinbogenbrücke nach Plänen des Oberlandbaumeisters Matthäus Daniel Pöppelmann ersetzt. Nur der Teich mit der Steinbrücke vor dem heutigen Jagdschloss blieb original erhalten.
1568 wurde Grillenburg der Verwaltungssitz des Amtes und der Justiz von Grillenburg-Tharandt. Das bislang in Tharandt befindliche Amt wurde hierher verlegt und in Amt Grillenburg umbenannt. Die Oberforst- und Wildmeisterei befand sich 1586–1852 und 1873–1906 in Grillenburg. Sie umfasste in den Jahren 1728 bis 1813 die Ämter Dippoldiswalde, Freiberg, Grillenburg und Nossen. Ab 1787 wurde das Amt Grillenburg von Freiberg aus mitverwaltet und 1827 der Amtssitz zurück nach Tharandt verlegt. Die Aufgaben des Justizamtes Grillenburg übernahm 1856 das Gerichtsamt Tharandt. Das Rentamt, das seit etwa 1784 als eigenes Ressort bzw. seit 1831 als eigene Behörde neben dem Justizamt bestand, wurde 1856 mit dem Rentamt Dippoldiswalde mit Amtssitz in Tharandt zusammengelegt. Seine Aufgaben übernahm 1865 das Forstrentamt Tharandt.

### Jagdschloss

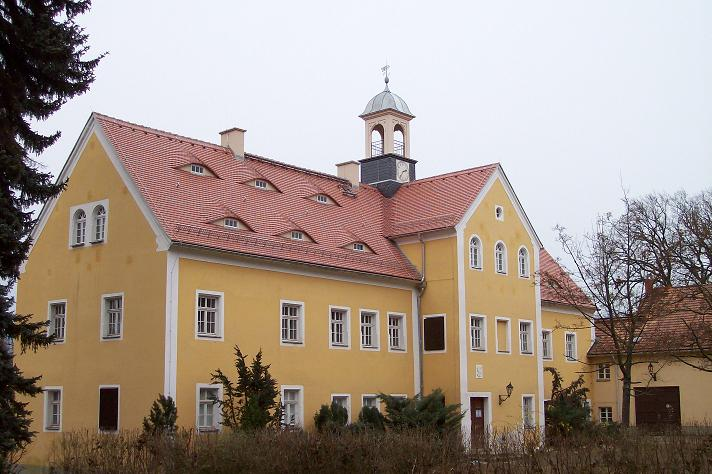
Hofseite des Schlosses nach dem Umbau, 2011

Die heutige Biedermeierfassade der Anlage geht überwiegend auf eine Rekonstruktion nach Plänen von Landbaukonduktor Julius August Rothe im Jahr 1855 zurück, als die Schösserei zum königlichen Jagdschloss umgebaut wurde. Etwa zeitgleich verfüllte man die südlich der Anlage gelegenen drei Teiche als landwirtschaftliche Nutzfläche.
Im Umfeld des Jagd- und Verwaltungssitzes siedelten sich neben dem Gasthof, der Schmiede und der Mühle Grillenburg nach 1780 auf Betreiben des damaligen Oberforstmeisters Friedrich Wilhelm von Hopfgarten einige Häusler an, deren Behausungen später die Gemeinde Grillenburg bildeten, welche 1973 nach Kurort Hartha (seit 1999 Ortschaft der Stadt Tharandt) eingemeindet wurde. An den Oberforstmeister erinnert noch ein Stein mit seinem Monogramm von 1779 in der Schlossgartenterrassenmauer.
Das Jagdschloss war von 1906 bis 1918 an das sächsische Königshaus unter Friedrich August III. vom Finanzministerium als Forstherr für die Hofjagden verpachtet und von diesem renoviert und neu eingerichtet worden.
1935/1936 wurde das seit 1918 u. a. als Herberge des Evangelisch-lutherischen Jungmännerbundes Sachsen (Hieckeheim, benannt nach Bundeswart Friedrich Hiecke) und Café mit öffentlichem Gondelbetrieb bzw. 1925 als Sächsische Bauernhochschule genutzte Jagdschloss im Auftrag der Landesforstverwaltung unter Beteiligung des Landesjagdverbandes zum Sächsischen Jägerhof umgebaut, wobei die letzten Reste der Biedermeierausstattung im Innern verschwanden.
Den Jagdsaal stattete man mit einem Wandfries aus, der als Nachbildung den Aufzug der kursächsischen Jägerei darstellt; das Original befindet sich in der Waldschänke Moritzburg bei Dresden.

### Museum, Sitz der Landesstiftung Natur und Umwelt und Konferenz-/Tagungszentrum der TU Dresden

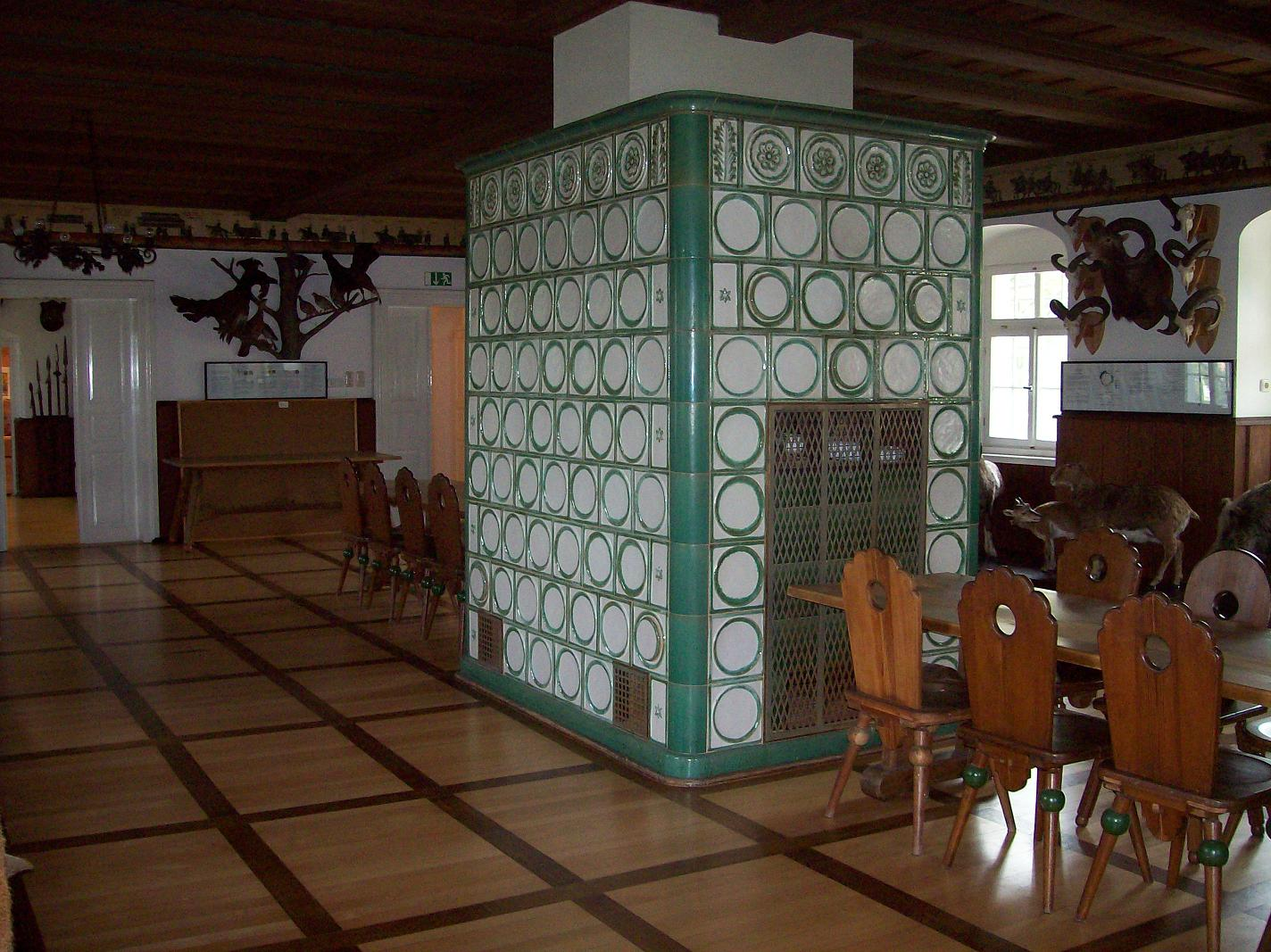
Jagdsaal im Schloss, 2008

Nach 1945 diente das Schloss kurzzeitig als FDGB-Schulungsheim. Ab 1953 nutzte es die Technische Hochschule (TH) Dresden (seit 1961 Technische Universität Dresden) – Fachrichtung Forstwissenschaften Tharandt, die darin 1966 eine Forstliche und Jagdkundliche Lehrschau eröffnete, welche bis heute als „Sammlung Tharandt - Museum des Waldes“ der TU Dresden besteht. Diese wurde seit 2004 von der Akademie der Sächsischen Landesstiftung Natur und Umwelt mit Sitz im Schloss betrieben. Die Akademie zog am 16. Juni 2009 wegen notwendiger Bauarbeiten am Schloss zunächst für zwei Jahre komplett in den Nobbe-Bau der TU Dresden auf der Wilsdruffer Straße in Tharandt bzw. bis Ende Februar 2016 wieder nach Dresden um. Das Museum wurde geschlossen und nach Tharandt, Kurort Hartha sowie Langburkersdorf unzugänglich ausgelagert. Die Tierpräparate wurden im Februar 2016 an das Naturkundemuseum Potsdam verschenkt. Weitere Exponate wurden von der TU Dresden als Leihgaben in das Osterzgebirgsmuseum im Schloss Lauenstein und in das Afrikahaus nach Sebnitz abgegeben. Am 25. Januar 2011 beschloss das sächsische Kabinett den Umzug der gesamten „Sächsischen Landesstiftung Natur und Umwelt“ nach Grillenburg zum 1. Januar 2014, der dann auf den 1. Januar 2017 verschoben, aber bisher (Stand: August 2024) – trotz beim Sächsischen Landtag seit Februar 2014 anhängiger Sammelpetition der Grillenburger Einwohnerschaft – entgegen der gesetzlichen Verpflichtung weder in der Stiftungssatzung noch in der Realität vollzogen wurde.
Nach der Entkernung des Dachgeschosses im Jahr 2010 erfolgten 2011 die Sanierungsarbeiten am Schlossdach, das als Kaltdach neu ausgeführt wurde, seine massiven Gauben von 1855 im Schlosshof verlor und auf dem erneuerten Turm eine Nachbildung der Wetterfahne von 1730 erhielt. Weitere Arbeiten am Schloss, das derzeit leer steht und zwangsgelüftet wird, wurden im Doppelhaushalt 2015/16 geplant, aber nicht umgesetzt. Zudem wurde eine Einbeziehung des Neuen Jägerhauses bzw. der Forstlichen Ausbildungsstätte in Grillenburg geprüft. Letztlich wurde im Ergebnis der im Dezember 2013 beschlossenen Petition der Grillenburger Einwohner vom Sächsischen Landtag im Mai 2019 die Unterbringung in der Forstlichen Ausbildungsstätte entschieden. Im Schlossareal soll hingegen eine Konferenz- und Eventlocation entstehen, wobei zu den Nutzungsinteressenten auch wieder die TU Dresden gehört. 2019 wurde die Finanzierung dafür gesichert und in den Entwurf des folgenden Doppelhaushaltes 2021/2022 aufgenommen. 2020 beschloss der Stadtrat Tharandts die Aufstellung eines Bebauungsplanes für das Areal, um das dafür notwendige Baurecht in Einklang mit Natur- und Denkmalschutz zu schaffen. Der fertige Bebauungsplan wurde im Juni 2023 vom Stadtrat Tharandt beschlossen. Nach Ausgliederung aus dem Landschaftsschutzgebiet, Anpassung des Flächennutzungsplanes und dem Eigentumsübergang sollte 2024 mit der Sanierung bzw. dem Um- und Neubau begonnen werden, was sich jedoch bis März 2025 hinzog.

### Neues Jägerhaus

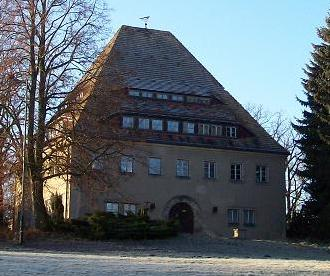
Neues Jägerhaus, 2011

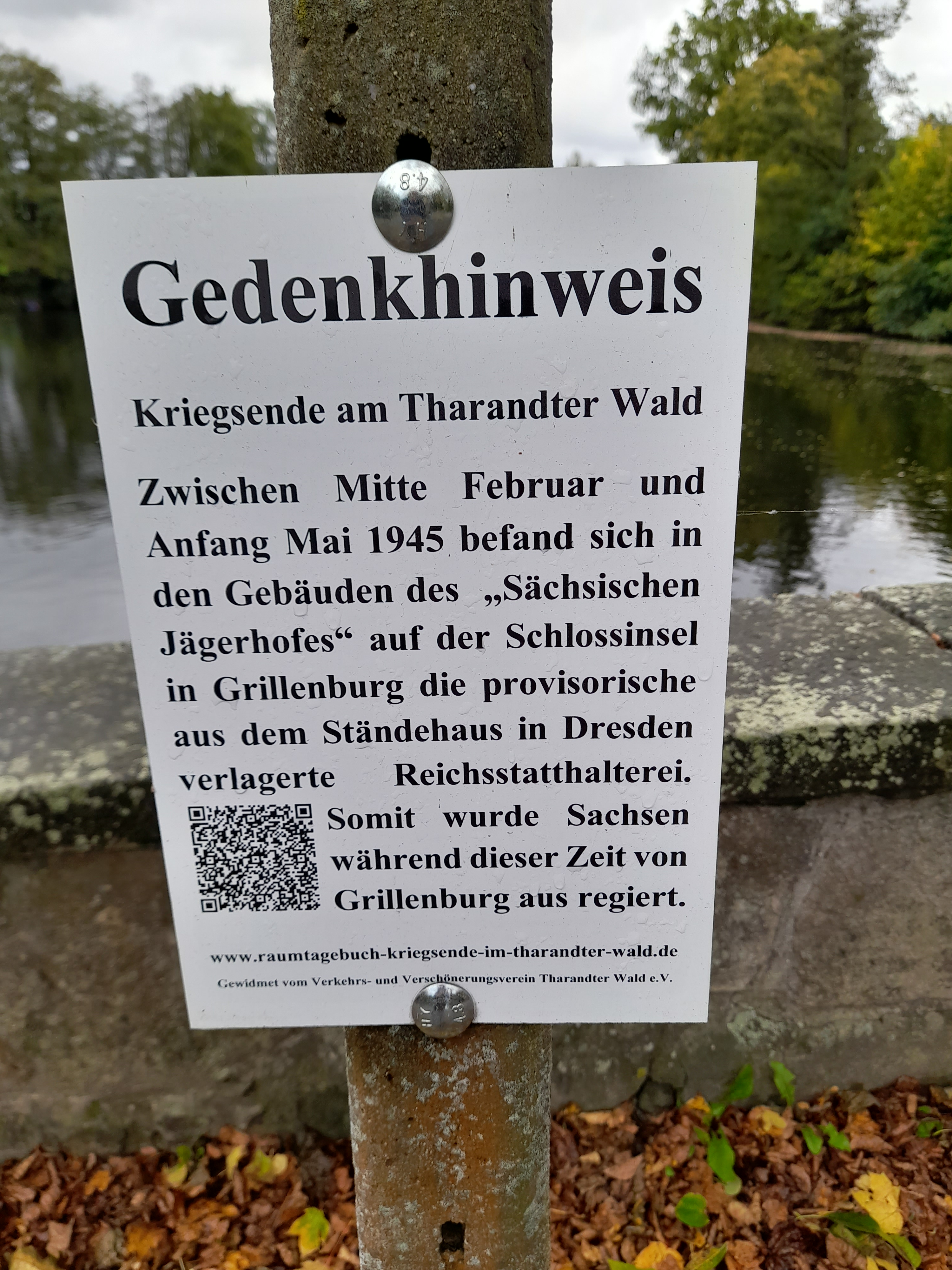
Gedenktafel Reichsstatthalterei Sachsen in Grillenburg

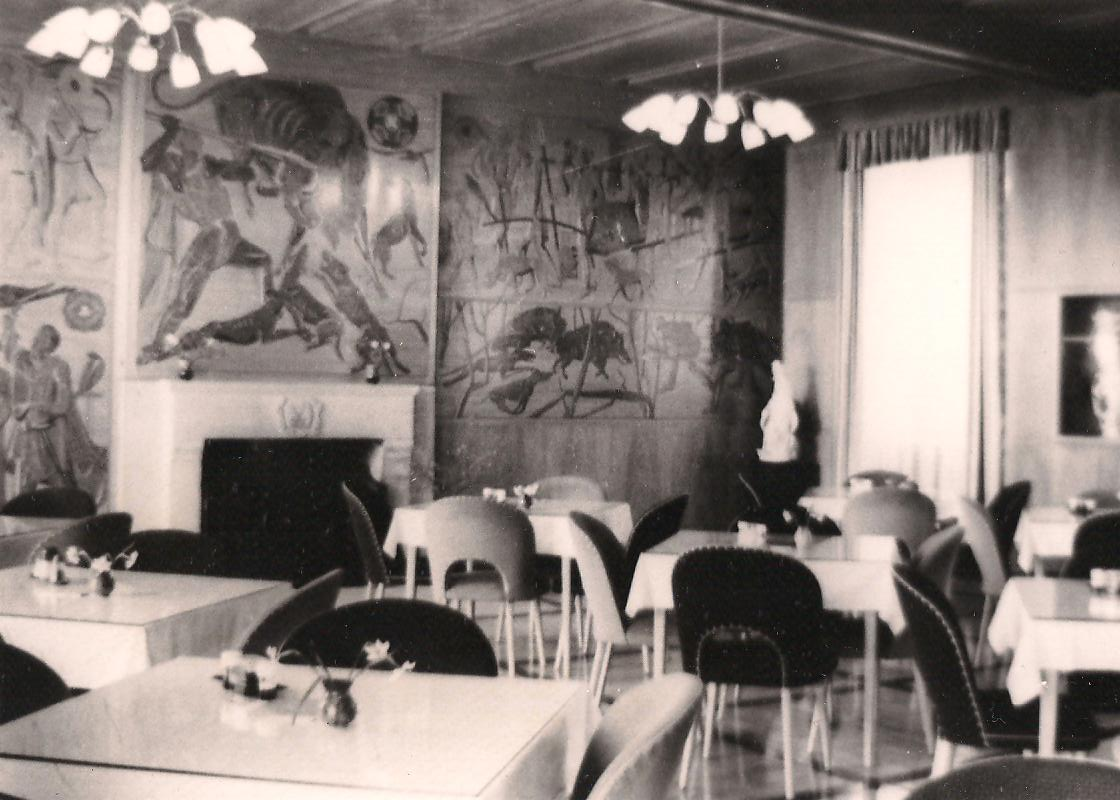
Speisesaal im Neuen Jägerhaus, 1991

Auf einer Anhöhe hinter dem Jagdschloss wurde im Auftrag der Landesforstverwaltung über dem romanischen Gewölbe 1937–1939 das staatliche Gästehaus „Neues Jägerhaus“ für den Sächsischen Jägerhof errichtet, u. a. mit Luftschutzbunker, Jagdhütte, Bade- und Gondelteich mit Bootshaus, Kegelbahn, Garagen und Hundezwinger. Es wird im Volksmund als „Mutschmannvilla“ bezeichnet, da es vom sächsischen Reichsstatthalter, Ministerpräsidenten und Landesjägermeister Martin Mutschmann z. T. auch privat genutzt worden war. Architekten des Walmdachgebäudes im Stil der NS-Heimatschutz-Architektur waren Wilhelm Jost, Rektor der Technischen Hochschule Dresden, und im Innern Oswin Hempel. Ausgeführt wurden die Planungen durch den Tharandter Baumeister Burkhardt und die Deutschen Werkstätten Hellerau. Es enthielt im Speisesaal u. a. eine große Intarsienwand nach Entwürfen des Künstlers Max Wendl, die zum Teil im Mai 2009 gestohlen und deren Reste ausgelagert wurden. Eine Waffentruhe der Originalausstattung von Theodor Artur Winde, dessen Werke von den Nationalsozialisten als sogenannte „entartete Kunst“ andernorts entfernt wurden, wie auch die von Max Wendl, steht heute im Dresdner Kunstgewerbemuseum in Schloss Pillnitz.
Zur Verbesserung der Fischzucht und als Hochwasserschutz wurden 1937 bis 1942 zwei der drei verfüllten Teiche wieder ausgehoben und ein Kanal westlich der nunmehr drei Teiche, von der Schwarzen Pfütze zur heutigen Triebisch, mit Rückhaltebecken Faule Pfütze, Kalkmühle sowie Kalkstaustufen am regulierbaren Teichzufluss angelegt. Nach den Luftangriffen vom 13. und 14. Februar 1945 auf Dresden befand sich im „Neuen Jägerhaus“ bis Mai die provisorische Reichsstatthalterei.
Während der DDR-Jahre wurde das „Neue Jägerhaus“ bis 1990 als VdN-Kurheim „Elsa Fenske“ genutzt und diente beispielsweise der Unterbringung der sowjetischen Delegation mit Leonid Breschnew, Alexei Kossygin, Nikolai Baibakow und Pjotr Abrassimow beim geheimen Dresdner Treffen der Staaten des Warschauer Pakts Ende März 1968 zum Prager Frühling und im Juni 1972 Fidel Castro bei einem DDR-Besuch als Quartier. Bis 1993 wurde es noch als „Pension Jägerhof“ von der Gemeinde Kurort Hartha genutzt. Nachdem der Freistaat Sachsen das Objekt 1994 zugesprochen bekam und 1999 privatisierte, ist es seit 2006 Eigentum der Stadt Tharandt, die es 2006–2011 an die Stiftung Musik Kunst Natur aus Bannewitz verpachtete. 2012 beschloss der Stadtrat Tharandt die Abgabe der derzeit ungenutzten Immobilie an den Freistaat Sachsen. Zwischenzeitlich wurden alle originalen schmiedeeisernen Lampen und z. T. auch Zimmertüren aus dem Gebäude entwendet. Im März 2025 begann die Sicherung und Instandsetzung des Gebäudes. Zunächst wurden das Dach und die Dachentwässerung repariert, was mit der symbolischen Abnahme der Wetterfahne begonnen wurde, die einen springenden Fuchs darstellt Im Anschluss gingen die Arbeiten im Innern weiter.

### Schlosspark

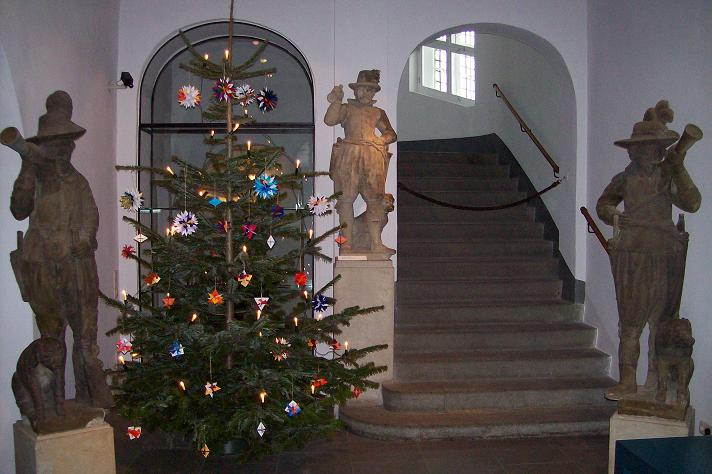
Drei Jägerfiguren aus Elbsandstein, die zeitweise am Schloss Grillenburg standen, befinden sich heute im Foyer des Museums für Sächsische Volkskunst in Dresden.

Die derzeitige Gartenform geht auf den Landschaftsarchitekten Hermann Schüttauf, damals Direktor der Staatlichen Gärten Sachsens, zurück, der die bis in das 16. Jahrhundert zurückgehende Anlage 1937/38 im Einklang mit den Neubauten gestaltete. Drei Bronzeplastiken im Schlosspark wurden 1938 nach Entwürfen der Künstler Otto Rost (Plastiken Wildschwein, 2000 gestohlen, und Bär, eingelagert) und Johannes Darsow (Plastik Hubertushirsch, 2013 auf den Kurplatz in Kurort Hartha umgesetzt) in der Kunst- und Glockengießerei Lauchhammer gegossen.
Drei Jägerfiguren aus Sandstein, geschaffen um 1645 von Conrad Buchau, nach anderen Angaben um 1602 von Christoph Walther IV bzw. um 1620 für den Dresdner Jägerhof, waren von etwa 1900 bis 1952 am Schloss in Grillenburg aufgestellt. Sie befinden sich heute im Foyer vom Museum für Sächsische Volkskunst bzw. am Eingang zum Museum für Jagdtier- und Vogelkunde im Jagdschloss Augustusburg.
Im Original befanden sich wahrscheinlich nur die heute noch im Forstbotanischen Garten Tharandt erhaltenen Sandsteinfiguren Jäger und Bär aus dem 16./17. Jh. in der Grillenburger Jagdhausanlage, welche wohl an das Erlegen des letzten Bären im Tharandter Wald erinnern. Denn sie sind in keiner historischen Karte des Tharandter Waldes aufgeführt und tauchen erst nach der Aufgabe des Behördenstandortes Grillenburg im ersten Plan des Forstgartens am dortigen Zeisigstein auf, wo sie sich bis heute befinden.
In einer gemeinnützigen Aktion begann die Einwohnerschaft von Grillenburg im Frühjahr 2014 mit Arbeitseinsätzen im kommunalen Teil des Schlossparks, um die über 20 Jahre nicht mehr gepflegte Anlage für eine öffentliche Nutzung wieder herzurichten. Im Herbst 2014 wurden im Pflaumengarten nach einem gartendenkmalpflegerischen Plan wieder neue Bäume der Sorten Alte Deutsche Hauspflaume und Borsdorfer Apfel gepflanzt.